# Jack Unterweger
Jack Unterweger, właśc. Johann Unterweger (ur. 16 sierpnia 1950 w Judenburgu, zm. 29 czerwca 1994 w Grazu) – austriacki pisarz i seryjny morderca zwany Dusicielem z Wiednia.

## Pierwszy wyrok i resocjalizacja
Unterweger po raz pierwszy został skazany w 1976 za zamordowanie koleżanki swojej dziewczyny, Margaret Schaefer – twierdził wówczas, że zamordował kobietę, bo przypominała mu jego matkę. Psychiatra, który go wtedy badał, stwierdził u niego sadystyczne skłonności psychopatyczne ze skłonnościami do narcyzmu i histerii.
W czasie odbywania kary w więzieniu, napisał serię opowiadań, sztuk teatralnych i autobiografię, które cieszyły się wielkim zainteresowaniem w Wiedniu. Okrzyknięty wzorem resocjalizacji, Unterweger został warunkowo zwolniony w 1990. W momencie zwolnienia cieszył się wielką sławą jako pisarz, często goszcząc w telewizyjnych talk show i lansując specyficzny styl życia.

## Kolejne zabójstwa
Wkrótce po zwolnieniu z więzienia Unterweger kontynuował zabijanie prostytutek, równocześnie jednak skutecznie się kamuflując. W okresie, w którym Unterweger mordował, austriacka policja nie miała żadnego doświadczenia w ściganiu seryjnych morderców ani też żadnego systemu łączenia między sobą poszlak w podobnych do siebie sprawach. Dlatego też ekipa dochodzeniowa potrzebowała czasu, żeby dojść do wniosku, że ma do czynienia z seryjnym zabójcą. Prasa nie była tak ostrożna w swoich osądach i prawie natychmiast zaczęła pisać o szalejącym na wolności seryjnym mordercy, który został nazwany przez nich „Kurierem wiedeńskim”.
W międzyczasie Unterweger zaczął pisać o tych morderstwach w charakterze dziennikarza, przeprowadzał wywiady z prostytutkami i „uświadamiał” opinię publiczną, że właśnie spełnił się jej najgorszy sen – Austria „dorobiła się” seryjnego mordercy. W 1991 otrzymał propozycje napisania reportażu o prostytucji w Los Angeles. W Kalifornii zabił trzy prostytutki. Wyciągi z kart kredytowych wykazały, że Unterweger był w pobliżu miejsca każdej zbrodni. Zdemaskowały go wyniki badania DNA.

## Aresztowanie
Wydany został nakaz aresztowania, ale Jackowi udało się uciec ze swoją 18-letnią przyjaciółką. Para uciekała przez Szwajcarię, Francję, USA, kontaktując się równocześnie z prasą i telewizją w Austrii. Unterweger twierdził, że jest niewinny. Podążając śladem użycia karty kredytowej, Interpol zdołał aresztować uciekającą parę w Miami. Unterwegera deportowano do Austrii. Oskarżono go o 11 zabójstw. Rząd Austrii zgodził się na włączenie do sprawy Czechosłowacji (jedną ze zbrodni popełnił w Pradze) i USA.

## Rozprawa
Po długim okresie oczekiwania, w czasie którego Unterweger udzielił licznych wywiadów i przekonywał o swej niewinności, rozprawa rozpoczęła się w maju 1994 w Grazu.
W obliczu niepodważalnych dowodów i zeznań Gregg McCarary i Lynn Herold, Unterweger został uznany za winnego i skazany na karę dożywotniego pozbawienia wolności w dniu 29 czerwca 1994. W noc po ogłoszeniu wyroku powiesił się w celi. Linę zawiązał w ten sam sposób, w jaki wiązał ją na szyjach swoich ofiar.

## Ofiary Unterwegera
| Lp. | Nazwisko          | Wiek | Data morderstwa      | Miejsce morderstwa |
| --- | ----------------- | ---- | -------------------- | ------------------ |
| 1.  | Margret Schäfer   | 18   | 12 grudnia 1974      | Gießen             |
| 2.  | Blanka Bockova    | 30   | 15 września 1990     | Praga              |
| 3.  | Brunhilde Masser  | 41   | 26 października 1990 | Graz               |
| 4.  | Heidi Hammerer    | 31   | 5 grudnia 1990       | Lustenau           |
| 5.  | Elfriede Schrempf | 35   | 7 marca 1991         | Graz               |
| 6.  | Silvia Zagler     | B.d  | 8 kwietnia 1991      | Wiedeń             |
| 7.  | Sabine Moitzi     | 25   | 16 kwietnia 1991     | Wiedeń             |
| 8.  | Regina Prem       | 33   | 28 kwietnia 1991     | Wiedeń             |
| 9.  | Karin Eroglu      | b.d. | 7 maja 1991          | Wiedeń             |
| 10. | Shannon Exley     | 35   | 19 czerwca 1991      | Los Angeles        |
| 11. | Irene Rodriguez   | 33   | 28 czerwca 1991      | Los Angeles        |
| 12. | Sherri Ann Long   | 26   | 3 lipca 1991         | Malibu             |